# Pinaleus conformis
Pinaleus conformis är en tvåvingeart som beskrevs av Mario Bezzi 1928. Pinaleus conformis ingår i släktet Pinaleus och familjen vapenflugor.
Artens utbredningsområde är Fiji. Inga underarter finns listade i Catalogue of Life.